# Famous Last Words
Famous Last Words släpptes 22 januari 2007 och är den andra singeln från My Chemical Romances album The Black Parade.

## Videon
Musikvideorna för Welcome To The Black Parade och Famous Last Words spelades in samtidigt. My Chemical Romance försökte dölja att de gjorde en till video, men senare avslöjade de att nästa musikvideo skulle vara Famous Last Words. Videon regisserades av Samuel Bayer, som också regisserat Welcome To The Black Parade-videon.
I videon har bandet sina Sleepy Hollow-inspirerade kläder med en stor eld som bakgrund. När videon börjar är brasan liten, men den växer sig större eftersom.
Bob Bryar brände sig på benet när bandet gjorde videon. I slutet av videon kan man se hur elden brinner okontrollerat och se Bob springa därifrån. Även Gerard Way skadade sig. Frank Iero hoppade på Gerard så att han ramlade med fötterna åt motsatta sidor vilket ledde till att hans ledband slets av. Frank Iero säger att han gjorde det för att skoja med Gerard och att det inte var meningen att göra honom illa. Incidenten ledde till att My Chemical Romance fick ställa in ett flertal konserter framöver.

## Låtlista
1. Famous Last Words
2. My Way Home Is Through You
3. Kill All Your Friends